# To Live & Die in L.A.
«To Live & Die in L.A.» — второй сингл Makaveli, записанный совместно с R&B-исполнительницей Val Young, и выпущенный как промосингл к посмертному альбому The Don Killuminati: The 7 Day Theory.
Видеоклип был снят за месяц до смерти Тупака, и является самым последним видеоклипом Тупака. В конце песни Тупак произносит: «LA, California Love part motherfucking two, without gay-ass Dre...», ссылаясь на вражду между Дре и Тупаком. В видеоклипе эти строки были вырезаны из-за цензуры.
Семпл песни — «Do Me, Baby» в исполнении Принса.

## Дорожки
1. «To Live & Die in L.A.» (album version) — 4:33
2. «To Live & Die in L.A.» (radio edit) —	4:33
3. «Just Like Daddy» — 5:08